# Dainik Jagran

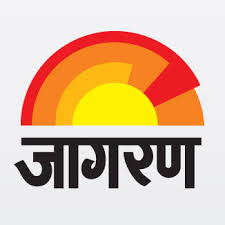

Dainik Jagran (Devanagari: दैनिक जागरण) is een Hindi-dagblad, dat uitkomt in India. Het is de op een na grootste krant in het land als het gaat om de verspreiding. Het heeft volgens het blad zo'n 54,7 miljoen lezers. Volgens de World Association of Newspapers is het de meest gelezen krant ter wereld.
De krant werd in 1942 in Jhansi opgericht door Puran Chandra Gupta. In 1947 verhuisde het hoofdkwartier naar Kanpur, waar het in september dat jaar met een tweede editie kwam. In 1953 en 1956 volgden respectievelijk edities in Rewa en Bhopal. In 1975 kwam er een editie in Gorakhpur, in 1979 volgden de steden Varanasi, Allahabad en Lucknow. Later kwamen daar Meerut (1984), Agra (1986), Bareilly (1989) en New Delhi (1990) bij. Er volgden daarna nog vele andere edities: er zijn er nu 37.
De eigenaar van de broadsheet is Jagran Prakashan, een onderneming die meer kranten uitbrengt en onder meer ook actief is op het gebied van internet en magazines.